# Duftveilchen-Gallmücke
Die Duftveilchen-Gallmücke (Dasineura odoratae) ist eine Gallmückenart. Ihre wurmähnlichen Larven leben in den Blättern des Duftveilchens. Sie wurde erst 1982 von Helmut Stelter als von Dasineura affinis (Kiefer, 1886) verschieden erkannt und als neue Art beschrieben.

## Beschreibung
Die Duftveilchen-Gallmücke ist ein zweiflügliges Insekt.

## Entwicklung
Die Duftveilchen-Gallmücke legt ihre Eier in Blättern des Duftveilchens ab, welche durch lockere, spröde, fleischig verdickte, meist beiderseitige Randrollung nach oben die typischen Gallen ausbilden. Dabei können sich die Ränder bis zur Blattmitte einrollen. Die Verpuppung geschieht in den Gallen oder in Erde.

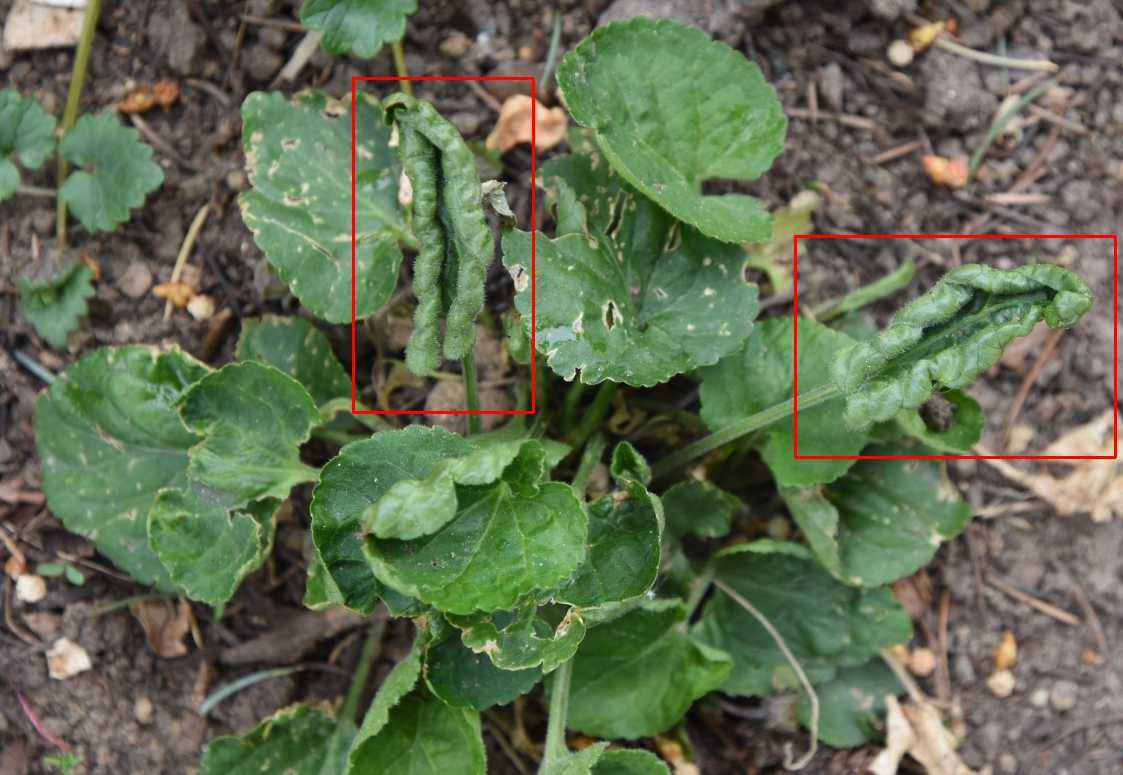
Viola odorata, parasitiert von Dasineura odoratae.

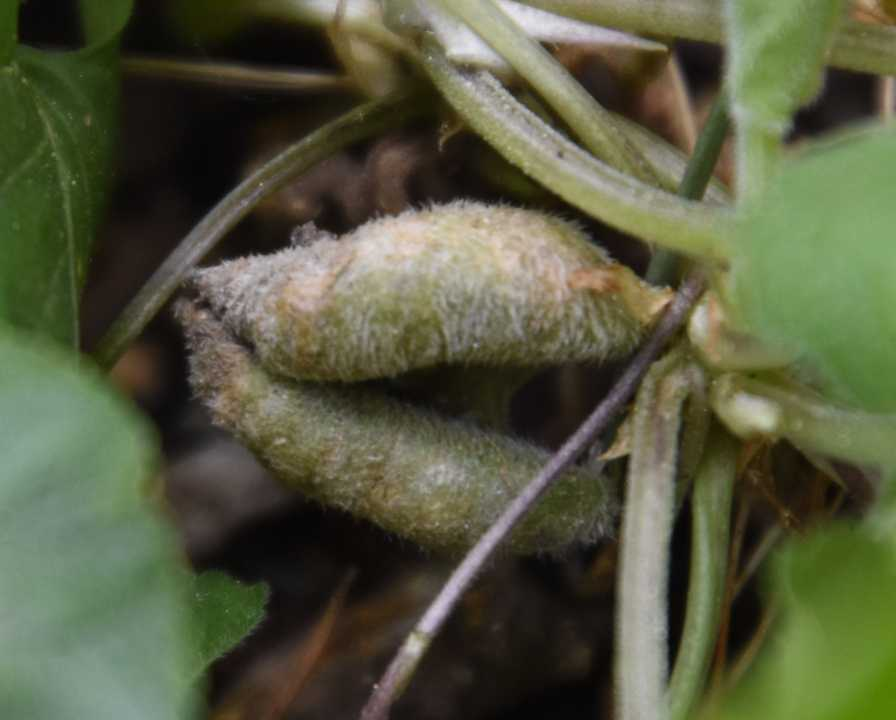
Voll ausgebildete Gallen.

## Verbreitung
Die Verbreitung der Duftveilchen-Gallmücke deckt sich wahrscheinlich mit dem Areal der Wirtsart. Es gibt bisher nur wenige Nachweise, weshalb das Areal nicht sicher angegeben werden kann. Historische Nachweise von Dasineura affinis auf dem Duftveilchen als Wirtspflanze gehören vermutlich zur Duftveilchen-Gallmücke, da erstere nicht auf dem Duftveilchen parasitiert.